# Yarebitsa Cove

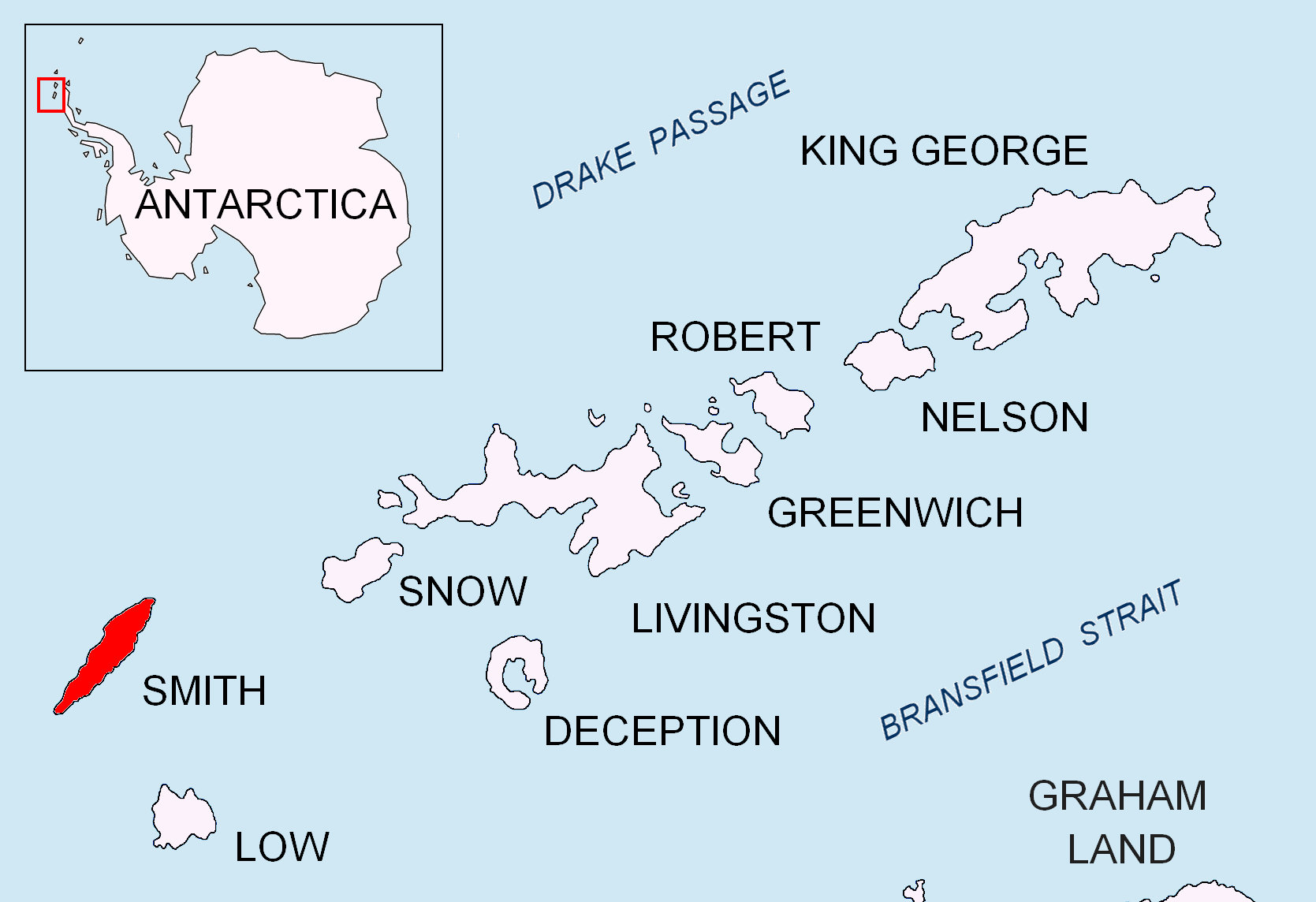
Localizzazione dell'Isola Smith, nelle Isole Shetland Meridionali.

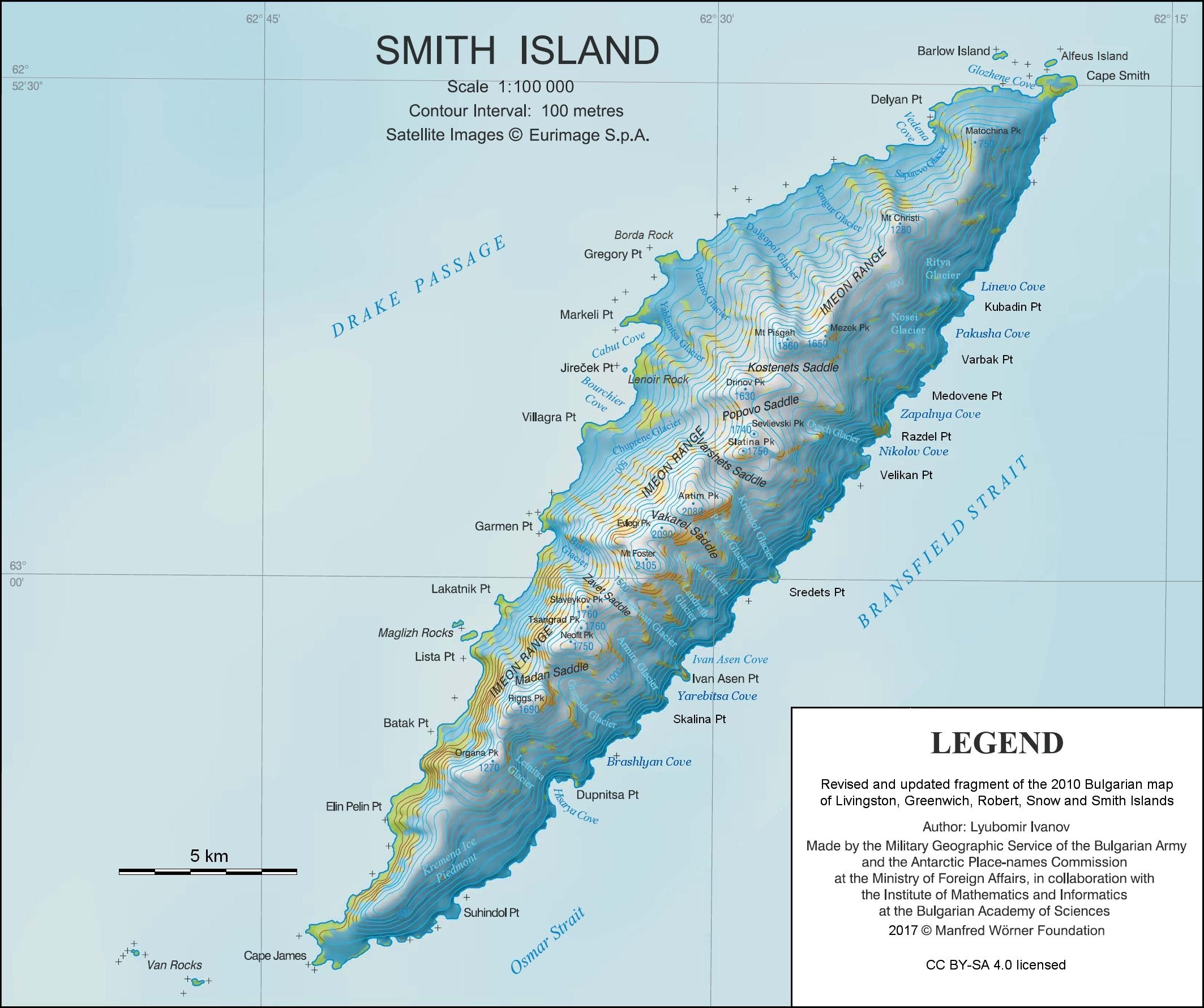
Mappa topografica dell'Isola Smith. Yarebitsa Cove si trova nella parte centrale dell'immagine, sulla costa orientale dell'isola.

Yarebitsa Cove (in lingua bulgara: залив Яребица, Zaliv Yarebitsa) è una baia o insenatura antartica che si affaccia sullo Stretto Osmar, nella costa sudorientale dell'Isola Smith, nelle Isole Shetland Meridionali, in Antartide.

## Caratteristiche
L'insenatura ha un'ampiezza di 900 m e indenta per circa 570 m la costa sudorientale dell'Isola Smith in corrispondenza dello Stretto Osmar. Il suo lato nordorientale è delimitato dalla Skalina Point, quello sudoccidentale da Ivan Asen Point; nelle acque della baia si riversa in mare il Ghiacciaio Armira.

## Localizzazione
Yarebitsa Cove è localizzata alle coordinate 63°01′50″S 62°31′55″W; è situata 12 km a nordest di Capo James.
Mappatura bulgara nel 2009 e 2010.

## Denominazione
La denominazione è stata assegnata dalla Commissione bulgara per i toponimi antartici in riferimento a due villaggi di nome Yarebitsa, situati nella parte nordorientale e meridionale della Bulgaria.

## Mappe
- Chart of South Shetland including Coronation Island, &c. from the exploration of the sloop Dove in the years 1821 and 1822 by George Powell Commander of the same. Scale ca. 1:200000. London: Laurie, 1822.
- L.L. Ivanov. Antarctica: Livingston Island and Greenwich, Robert, Snow and Smith Islands. Scale 1:120000 topographic map. Troyan: Manfred Wörner Foundation, 2010. ISBN 978-954-92032-9-5 (First edition 2009. ISBN 978-954-92032-6-4)
- South Shetland Islands: Smith and Low Islands. Scale 1:150000 topographic map No. 13677. British Antarctic Survey, 2009.
- Antarctic Digital Database (ADD). Scale 1:250000 topographic map of Antarctica. Scientific Committee on Antarctic Research (SCAR). Since 1993, regularly upgraded and updated.
- L.L. Ivanov. Antarctica: Livingston Island and Smith Island. Scale 1:100000 topographic map. Manfred Wörner Foundation, 2017. ISBN 978-619-90008-3-0